# Cielo en llamas
Cielo en llamas (en inglés: The Fires of Heaven) es una novela de fantasía del autor estadounidense Robert Jordan, el quinto libro de la saga La rueda del tiempo. Publicada en inglés por Tor Books y lanzada el 15 de octubre de 1993.
Es la primera novela de la saga que no involucra la aparición de cada uno de los tres ta'veren de Dos Ríos, debido a la ausencia de Perrin. En castellano, la Editorial Planeta relanzó Cielo en llamas en dos libros separados La Torre Blanca y Cielo en llamas.
En su traducción al español, Cielo en llamas fue publicado por primera vez por la editorial Timun Mas a comienzos de 1999, con la traducción de Mila López. Siguiendo la tendencia inaugurada por El ascenso de la Sombra, en el mercado español Cielo en llamas fue dividido en dos volúmenes, que de acuerdo con la nueva numeración pasaron a ser considerados los números nueve y diez de La Rueda del Tiempo. Esta división se mantuvo en 2005 con la presentación de la nueva edición de la saga íntegra, conservando los nombres que les fueron dados al producirse esta división: La Torre Blanca para la primera mitad y Cielo en llamas para la segunda.

## Resumen de la trama
Persiguiendo a los Shaido Aiel que están saqueando Cairhien, Rand al'Thor, proclamado Dragón Renacido y Car'a'carn, lleva a sus Aiel a la segunda batalla de Cairhien. Mat Cauthon salva a algunas tropas de una emboscada de los Shaido; y gana numerosas contiendas confiando en los recuerdos de generales pasados transferidos telepáticamente a sí mismo por los elfinios; mata personalmente al líder de los Shaido, Couladin, con lo cual los Shaido Aiel se retiran derrotados.
Rand se prepara para invadir Caemlyn con una pequeña fuerza Aiel, creyendo falsamente que la Reina Morgase Trakand de Andor murió a manos del renegado Rahvin, haciéndose pasar por Lord Gaebril. Antes de que pueda hacerlo, Lanfear intenta matarlo; pero Moraine Damodred atrapa a Lanfear y ambas caen a través de un ter'angreal, que luego es destruido, y ambas se presumen muertas. A partir de entonces, Rand ataca a Caemlyn. Poco después de su llegada, los compañeros de Rand son asesinados por Rahvin, y Rand intenta erradicar a Rahvin en el Tel'aran'rhiod.
Nynaeve al'Meara y Elayne Trakand viajan a través de tierras llenas de Seanchan, juramentados del dragón, bandidos y Capas Blancas, tratando de encontrar la base rebelde de las Aes Sedai que huyeron de la Torre Blanca una vez que Elaida se hizo con la Sede Amirlyn. En Salidar, Nynaeve atrapa a la renegada Moghedien en el Tel'aran'rhiod con un a'dam. También en el Tel'aran'rhiod, Nynaeve distrae a Rahvin, con lo que Rand destruye a Rahvin con un tremendo estallido de fuego compacto, y así revive a Mat, Aviendha y Asmodean.